# Карми, Дов
Дов Карми (1905, Одесса, Российская империя — 1962, Израиль) — известный израильский архитектор, лауреат Государственной премии Израиля по архитектуре. Отец архитекторов Рама Карми и Ады Карми-Меламед, также удостоенных Премии Израиля по архитектуре.

## Биография
Дов Карми родился в Одессе, в еврейской семье. Репатриировался в Палестину в 1921 году. В 1925 году поехал в Бельгию, где изучал архитектуру и строительное дело по 1930 год. По возвращении в Палестину он работал с Меиром Рубиным в Иерусалиме пока не переехал в Тель-Авив в 1932 году. В 1951—1955 годах основал архитектурный кооператив. С 1955 по 1962 год был партнёром в фирме Карми-Метцнер-Карми. В 1957 году получил Государственную премию Израиля за проект административного корпуса Еврейского университета, Гиват Рам, в Иерусалиме. В том же году он получил премию имени Рокаха за проект здания банка Сахар Хуц на бульваре Ротшильда в Тель-Авиве, Израиль.